# Société Académique Hispano-portugaise
La Société Académique Hispano-portugaise (traducible al castellano: Sociedad Académica Hispano-Portuguesa) fue una sociedad científica francesa de la segunda mitad del siglo XIX

## Historia
Fundada en la ciudad francesa de Toulouse hacia 1879, cultivó diversas ramas del saber. Su director fue Clément Sipière. Centrada en las relaciones culturales de Francia con la península ibérica, la Europa latina en general y Latinoamérica, contó con financiación municipal y publicó un Bulletin de la Société académique hispano-portugaise de Toulouse (Boletín de la Sociedad Académica Hispano-Portuguesa de Toulouse). Habría existido hasta 1894.